# Schloßfelsen (Steinwald)
Der Schloßfelsen ist ein 913 m ü. NHN hoher Felsen auf dem Kamm des Steinwaldes am rot-weiß markierten Wanderweg (Steinwaldweg) zwischen Ruine Weißenstein und Oberpfalzturm.
Der Felsen selbst ist über 20 m hoch und besteht aus Granit, er ist Lebensraum für seltene Tierarten wie der Kreuzotter.
Die Existenz einer einst von den Walpoten errichteten Burg Zwerenz ist umstritten.